# Concertos pour violoncelle de Boccherini

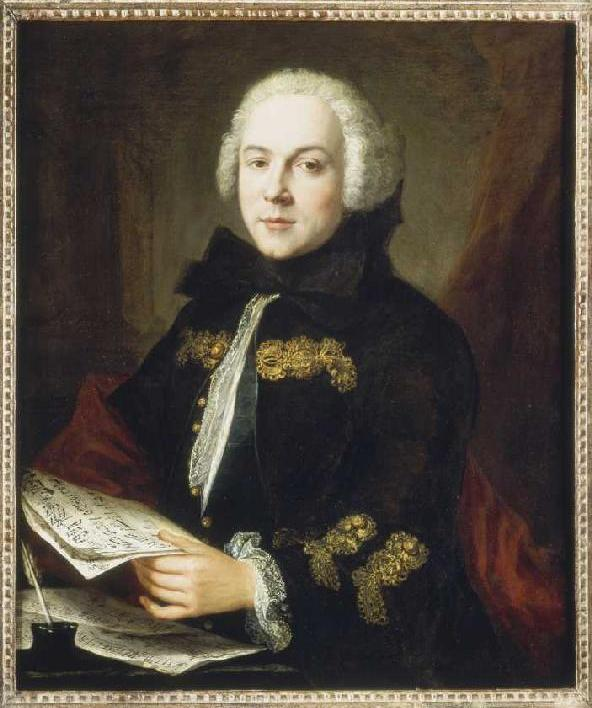
Portrait de Luigi Boccherini, 1764-68. Huile sur toile de Jean-Étienne Liotard. Collection privée, Budenheim, Allemagne.

Violoncelliste virtuose, Luigi Boccherini a écrit une douzaine de concertos pour cet instrument.

## Présentation de l’œuvre
Il s'agit d'œuvres relativement précoces, composées avant son installation à Madrid alors qu'il était encore un musicien itinérant. Le jeune Boccherini a probablement joué ces concertos à Vienne et durant ses tournées de concerts à travers l'Europe jusqu'à son séjour à Paris en 1767–68. La critique parisienne fut peu favorable — un journaliste a rapporté son jeu comme « Aigre » et qu'il était peu applaudi — mais cela était probablement plus dû au fait que son public était peu habitué à entendre le violoncelle comme instrument soliste qu'à une quelconque lacune technique de sa part. Boccherini a été un pionnier dans l'émancipation du violoncelle du carcan de la basse continue.
À en juger par les parties solistes de ses concertos, Boccherini était un violoncelliste extraordinairement accompli. Affichant sa technique virtuose, les concertos exploitent la gamme complète de l'instrument, défiant fréquemment le soliste avec des passages diaboliquement rapides dans les très hauts registres, faisant souvent appel à un large éventail de variations à l'archet et nécessitant de jouer avec une sensibilité exceptionnelle dans de nombreux passages à la beauté tendre et introspective.
L'orchestration subtile et habile joue un rôle clé dans le succès de ses concertos. Le violoncelle est souvent accompagné par les violons seuls ou les violons et les altos, créant une luminosité magique. Cet effet peut être entendu de la manière la plus accomplie dans l’Adagio du Concerto en sol, G.480.
Les concertos sont tous dans des tonalités majeures et en trois mouvements, commençant et se terminant en général par un mouvement animé avec des soli à couper le souffle ; les mouvements lents centraux sont l'opportunité d'une réflexion très personnelle et hypnotique. Le style musical prédominant est celui d'un raffinement galant.

## Discographie
- Concertos pour violoncelle G.477, 479, 480 - Anner Bylsma, Concerto Amsterdam, dir. Jaap Schröder (mai 1965, Teldec 9031-77624-2 / Teldec/Warner 725615189) (OCLC 30063831), (OCLC 725615189) ;
- Concertos G.480 & 483 et Sinfonia G.497 & 506 - Anner Bylsma, Tafelmusik, dir. Jeanne Lamon (25-27 septembre 1988, DHM RD 77867) (OCLC 26214894) ;
- 12 Concerti per il violoncello (intégrale) - David Geringas, violoncelle ; Orchestra da Camera di Padova e del Veneto, dir. Bruno Giuranna (octobre 1988) ;
- Concertos pour violoncelle, Ouvertures, Octuor & Sinfonia - Anner Bylsma, Tafelmusik, dir. Jeanne Lamon (15-17 septembre 1992, Sony KS 53 121) (OCLC 29434534) ;
- Concertos pour violoncelle G.477-480 - Ivan Monighetti, violoncelle, Akademie für Alte Musik Berlin (1993, Berlin Classics 0010562BC) (OCLC 704903975) ;
- Concerti per violoncello (intégrale) - Julius Berger, violoncelle ; Südwestdeusches Kammerorchestrer Pforzheim, dir. Vladislav Czanecki (8-10 juillet 1987, 25-27 janvier et 19-20/22 février 1988, 3CD EBS 6058) (OCLC 21934905) ;
- 4 concertos pour violoncelle G.479, 480, 482, 483 - Wen-Sinn Yang, violoncelle ; Streicherakademie Bozen, dir. Georg Egger (juillet 1999, SACD Arts Music 47754-8) (OCLC 891207950)
- Concertos pour violoncelle G.480, G.483 - Ophélie Gaillard, violoncelle ; Ensemble Puccinella (janvier 2007, Ambroisie AM 126) (OCLC 185707547).